# 홍종표
홍종표(洪宗杓 2000년 5월 2일 ~ )는 KBO 리그 NC 다이노스의 내야수이다.

## KIA 타이거즈시절
7월 8일 첫 경기를 치렀고, 경기 후반에 교체 출전해 타석에는 들어서지 못했다. 2020년 8월 14일 SK(현 SSG)전에서 문승원을 상대로 데뷔 첫 안타를 기록했다. 
홍종표 선수는 주로 2루수로 출전한다.

## 상무 야구단 시절
2021년에 입단하였다.

## KIA 타이거즈복귀
2022년에 복귀하였다.

## NC 다이노스시절
2025년 7월 28일 이우성, 최원준과 3:3 트레이드되어 이적하였다.

## 출신 학교
- 인천동막초등학교
- 동인천중학교(전학) → 수원북중학교(전학) → 서울 영남중학교
- 신일고등학교(전학) → 강릉고등학교

## 통산 기록
| 연도 | 팀명  | 타율  | 경기 | 타수 | 득점 | 안타 | 2루타 | 3루타 | 홈런 | 루타 | 타점 | 도루 | 도실 | 볼넷 | 사구 | 삼진 | 병살 | 실책 |
| ---- | ----- | ----- | ---- | ---- | ---- | ---- | ----- | ----- | ---- | ---- | ---- | ---- | ---- | ---- | ---- | ---- | ---- | ---- |
| 2020 | KIA   | 0.250 | 40   | 80   | 7    | 20   | 3     | 0     | 0    | 23   | 7    | 0    | 2    | 4    | 0    | 13   | 1    | 0    |
| 2023 | KIA   | 0.000 | 40   | 7    | 10   | 0    | 0     | 0     | 0    | 0    | 0    | 0    | 0    | 3    | 1    | 1    | 0    | 0    |
| 통산 | 2시즌 | 0.230 | 80   | 87   | 17   | 20   | 3     | 0     | 0    | 23   | 7    | 0    | 2    | 7    | 1    | 14   | 1    | 0    |